# Europeiska forskningsområdet

Symbolen för det europeiska forskningsområdet.

Det europeiska forskningsområdet (engelska: European Research Area, ERA) är ett system av vetenskapliga forskningsprogram som integrerar Europeiska unionens forskningsresurser. ERA kan liknas vid forskningens motsvarighet till den inre marknaden för varor och tjänster. Syftet med ERA är att säkerställa fri rörlighet för forskare, vetenskapliga rön och teknik, att främja utvecklingen av unionens konkurrensförmåga, inbegripet inom unionens industri, och att underlätta alla forskningsinsatser som anses nödvändiga enligt unionens fördrag.